# Ulviyya Ali
Ulviyya Ali, Ulviyya Ali gizi Guliyeva, (Raión de Goychay de Azerbaiyán,13 de octubre de 1993,) es una (es una periodista independiente, activista de derechos humanos y presa político azerbaiyana.

## Biografía
La familia de Ulviyya Ali gizi Guliyeva se mudó a Bakú poco después de su nacimiento y luego se trasladó a Tambov, Rusia, donde pasó su primera infancia. En Rusia vivió hasta los ocho años. En junio de 2001, la familia regresó a Azerbaiyán.

### Activismo político
Ulviyya Ali se involucró en el activismo sociopolítico a la edad de 17 años. De 2012  a 2016, fue miembro del Movimiento Cívico NIDA, período durante el cual fue elegida dos veces para el Comité de Supervisión e Inspección del movimiento. Participó activamente en campañas públicas en apoyo a miembros de NIDA encarcelados y lideró la campaña titulada "¡Apoyemos a los activistas de NIDA detenidos ilegalmente!" También participó en numerosas protestas y enfrentó resistencia policial en varias ocasiones. El 26 de enero de 2013, fue detenida por la policía durante la manifestación "¡Desarmen a la Policía!" y fue liberada tras recibir una advertencia administrativa. Más tarde en 2015 en las elecciones parlamentarias, actuó como representante autorizada de Ramin Huseynov, candidato del Movimiento Cívico NIDA que se postulaba en el Distrito Electoral Nº 18 (Narimanov-Nizami). En las elecciones parlamentarias de 2020, lideró el equipo de campaña de Toghrul Valiyev, candidato del bloque electoral "Hərəkət" en el distrito electoral n.° 23 (Nasimi-Sabail).

### Defensora de los Derechos Humanos
Desde 2012, Ulviyya Ali ha cubierto todas las principales violaciones de derechos humanos ocurridas en Azerbaiyán en su página X (antes Twitter), atrayendo la atención de los medios internacionales. Sus publicaciones, así como los vídeos y fotografías de su autoría, han sido citados y utilizados en informes sobre Azerbaiyán en medios de comunicación internacionales.Desde 2013, Ulviyya Ali ha supervisado numerosas audiencias judiciales que involucran a presos políticos y ha informado sobre los acontecimientos en las salas del tribunal. También ha observado y documentado violaciones electorales durante las elecciones presidenciales de 2013, 2018 y 2024, las elecciones parlamentarias de 2015, 2020 y 2024; las elecciones municipales de 2014, 2019 y 2025; y el referéndum constitucional de 2016. En 2014 trabajó como asistente del abogado Namizad Safarov. Desde 2015 es miembro del jurado del Premio "Nargiz". En 2017, Ali se graduó con excelentes calificaciones del programa de formación "Jóvenes Defensores de Derechos Humanos" organizado por el Instituto de Iniciativas Democráticas (IDI). Ha colaborado con varias organizaciones no gubernamentales, entre ellas el Centro de Monitoreo Electoral y Estudios de la Democracia (SMDT), el Centro de Asistencia Legal "Benefisiar" y el grupo de iniciativa "Por las Mujeres". En 2018, fue coautora del informe «Crimea: Rompiendo el muro del silencio», publicado por la Fundación Casas de Derechos Humanos. Ese mismo año, visitó Crimea junto con defensores de derechos humanos bielorrusos y ucranianos para preparar el informe. En 2019, Ali participó en el Programa Internacional de Liderazgo para Visitantes (IVLP) en los Estados Unidos. En 2024, una de sus fotografías apareció en la exposición fotográfica "Retratos de poder" de la Fundación Casa de los Derechos Humanos (HRHF). La persona retratada fue Rovshana Rahimova, una destacada abogada de derechos humanos azerbaiyana y una de las figuras destacadas de la exposición. Ulviyya Ali concedió entrevistas a medios de comunicación extranjeros, en particular en el período previo a la Conferencia de las Naciones Unidas sobre el Cambio Climático (COP29) en Bakú, con el objetivo de llamar la atención sobre los problemas de derechos humanos en el país, el estado de los medios independientes y las detenciones de periodistas.

### Actividad periodística

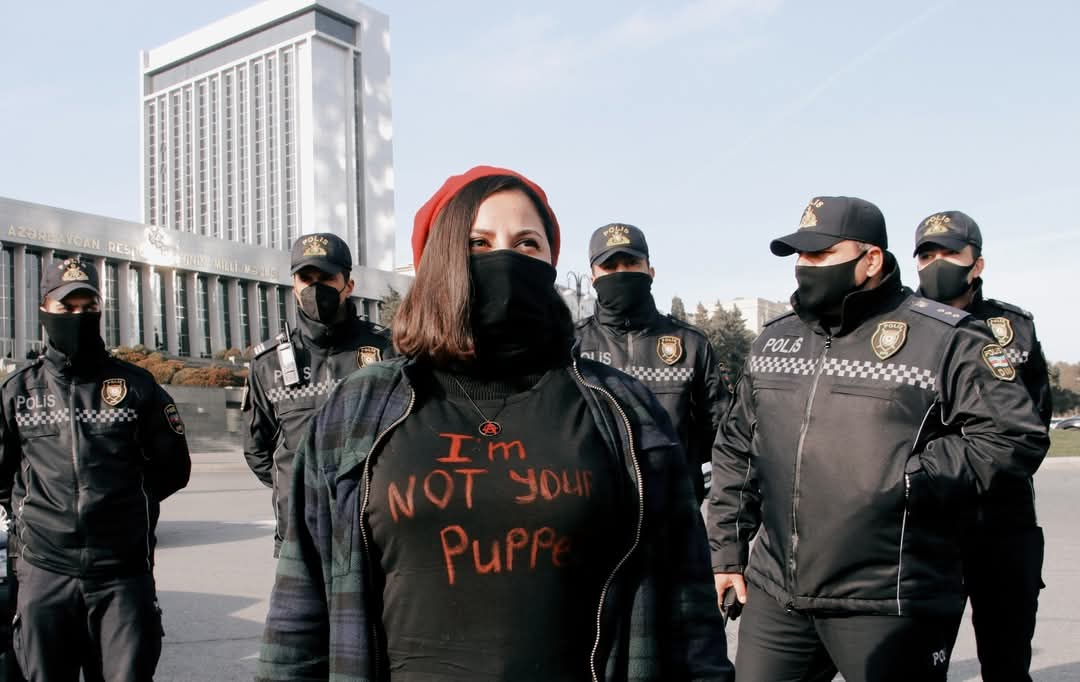
En diciembre de 2022, Ulviyya Ali protestó contra el nuevo proyecto de ley del gobierno azerbaiyano “Sobre los medios de comunicación” vistiendo una camiseta con el lema “No soy tu marioneta” durante una manifestación.

Desde 2016, Ulviyya Ali ha estado activa en el campo del periodismo. A lo largo de los años, ha colaborado con varios medios de comunicación destacados, entre ellos Radio Free Europe/Radio Liberty (RFE/RL), Servicio Azerbaiyano, Toplum TV, Fakt Yoxla, Mikroskop Media, Voice of America (VoA), OC Media y JAMnews.
A lo largo de su carrera, también ha contribuido con contenido a Fem-Utopia, una plataforma destinada a producir contenido feminista educativo en azerbaiyano, y Qıy Vaar!, un medio de comunicación queer-feminista. Sus informes han cubierto temas como los derechos humanos, la justicia social, los derechos LGBTQ+, los derechos de las mujeres y los esfuerzos de consolidación de la paz. En 2021, recibió el premio QueeRadar por su papel activo en la cobertura de incidentes relacionados con la comunidad LGBTQ+ en Azerbaiyán. También ha impartido sesiones de formación sobre información responsable, incluyendo talleres titulados "¿Cómo informar sobre la ciudadanía LGBTQ+?". Entre 2019 y 2025 ha trabajado en el Servicio Azerbaiyano de Voice of America, donde redactó y transmitió más de 1.000 noticias e informes. Su trabajo a menudo se centró en temas políticamente sensibles, como juicios políticos, violaciones de derechos humanos, protestas, manifestaciones y acciones de desobediencia civil. Durante su actividad periodística, se enfrentó a múltiples casos de detención, obstrucción policial y malos tratos.
El 11 de febrero de 2020, mientras cubría una protesta de candidatos parlamentarios frente a la Comisión Electoral Central (CEC), Ali fue detenido junto con sus colegas periodistas Sevinj Vagifgizi, Nargiz Absalamova y Aygun Rashid. Sufrió lesiones físicas leves debido a la violencia policial. Reporteros sin Fronteras condenó el incidente y acusó a las autoridades azerbaiyanas de sofocar el pluralismo. El 14 de septiembre de 2020, mientras cubrían una protesta titulada "¡Libertad para Tofig Yagublu!" cerca de la estación de metro de Ganjlik, Ali y su colega Aysel Umudova fueron detenidos y presionados para que borraran sus imágenes. Se negaron y fueron liberados poco después. El 13 de octubre de 2020, mientras entrevistaba al activista Giyas Ibrahimov —quien había sido citado ante la Fiscalía General—, Ali, junto con la periodista Nargiz Absalamova y el propio Ibrahimov, fueron detenidos. Fueron retenidos durante más de una hora en la comisaría nº 26 del distrito de Yasamal antes de ser liberados. El 4 de agosto de 2021, durante una protesta frente al Departamento de Policía del Distrito de Khazar por el feminicidio de S. Maharramova, Ali fue detenido junto con las periodistas Elnara Gasimova y Nargiz Absalamova. Según informes, fue sometida a malos tratos durante y después del arresto. Le dañaron la cámara y la insultaron mientras estaba detenida. Aunque se presentaron denuncias ante las autoridades pertinentes, no se tomó ninguna medida. En febrero de 2023, estuvo entre los 40 periodistas que firmaron un documento de posición criticando la Ley de Medios de Comunicación de Azerbaiyán, en particular sus disposiciones para un registro centralizado, por permitir restricciones generalizadas a la libertad de prensa. Posteriormente, Ali fundó la plataforma "Medios sin Registro" y cubrió las protestas de los periodistas contra la ley. En febrero de 2025, después de que se revocaran las acreditaciones de periodista de Voice of America en Azerbaiyán, Ali declaró públicamente que continuaría su trabajo de forma independiente, incluso sin apoyo institucional. Desde entonces, ha estado compartiendo sus reportajes a través de su página personal de Facebook, manteniendo su presencia periodística a pesar de las crecientes restricciones.

### Detención y arresto

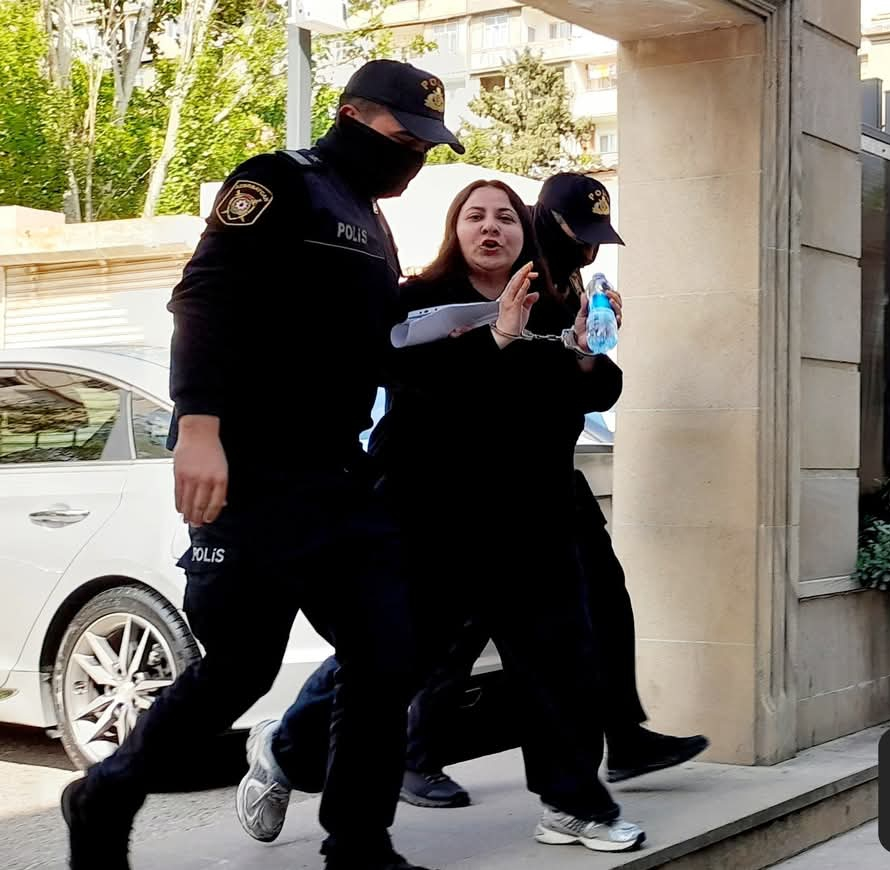
Cuando Ulviyya Ali fue llevada ante el tribunal, levantó las muñecas esposadas y declaró en voz alta: "¡Las manos de los medios de comunicación están encadenadas!".

Ulviyya Ali fue citada al Departamento de Policía de la ciudad de Bakú por el investigador Samir Ismayilov el 15 de enero de 2025 para testificar como testigo el 16 de enero de 2025. En una entrevista, Ulviyya Ali declaró que fue interrogada durante aproximadamente dos horas en relación con el caso de “Meydan TV”. Posteriormente, sin ninguna explicación, se le prohibió salir de Azerbaiyán. También enfatizó que no era periodista de “ Meydan TV ”, sino corresponsal de Voice of America, e incluso si hubiera trabajado para Meydan TV, no constituiría un delito. La Coalición de Mujeres por la Libertad de Prensa (WPF) condenó la decisión del gobierno de Azerbaiyán de prohibir a Ulviyya Ali salir del país.
En enero, Ulviyya Ali presentó una denuncia legal por la prohibición de viajar. El caso comenzó el 18 de marzo en el Tribunal de Distrito de Khatai de Bakú, pero el juez pospuso la audiencia hasta abril, alegando la necesidad de que el investigador policial estuviera presente.  Según el Código de Migración de Azerbaiyán, a un testigo no se le puede prohibir viajar; estas restricciones se aplican únicamente a los acusados, señaló Ali.  También afirmó que la prohibición no estaba justificada, ya que sólo le había sido comunicada oralmente.  Ali mencionó que había enviado tres solicitudes oficiales a la policía de Bakú solicitando documentación escrita de la prohibición de viajar, pero sus solicitudes fueron ignoradas.  El 11 de abril, el Tribunal de Distrito de Khatai rechazó su denuncia.Según ella, Farid Shukurlu, investigador del Departamento de Policía de la ciudad de Bakú, afirmó que la investigación contenía "información importante" que implicaba a otras personas que estaban siendo investigadas. Por lo tanto, a estas personas, que todavía se consideran testigos, también se les aplicó la prohibición de viajar. Ali dijo al tribunal que ya había sido interrogada como testigo y que habían pasado tres meses. Argumentó que si no hubiera colaborado con el medio investigado, no podría poseer ninguna “información importante” relevante para el caso.
Durante la noche del 6 al 7 de mayo de 2025, alrededor de las 4:00 a. m., se difundió en las redes sociales información sobre la detención de Ulviyya Ali en relación con el caso de Meydan TV y un allanamiento a su apartamento. Según su madre, Ilhama Guliyeva, Ulviyya sufrió maltrato físico y su casa fue saqueada durante el registro: «Mi hija tiene un adenoma en la cabeza y un policía la golpeó en la cabeza. Irrumpieron en su casa y destrozaron el apartamento por completo. La policía confiscó sus pertenencias, se llevó su ordenador y «encontró» más de 6.000 euros en efectivo». El 7 de mayo, Ulviyya Ali fue acusada formalmente en virtud del artículo 206.3.2 del Código Penal de Azerbaiyán (contrabando cometido por un grupo de personas con previo acuerdo). La jueza Sulhana Gadjieva del Tribunal de Distrito de Khatai impuso una medida de prisión preventiva de 1 mes y 29 días. Cuando Ulviyya Ali fue llevada ante el tribunal, volvió a levantar sus muñecas esposadas y proclamó: "¡Las manos de los medios están encadenadas!"  Según su abogado, Elvin Alyamov, durante el registro de su apartamento, la policía afirmó haber descubierto 6.000 euros. Sin embargo, Ulviyya Ali insistió en que el dinero no le pertenecía y que había sido plantado por la policía. También denunció haber sido sometida a malos tratos durante su detención: “En la comisaría le exigieron la contraseña de su teléfono y, cuando se negó, la golpearon en la cabeza varias veces”, afirmó Alyamov. En un comentario a DOXA, la defensora de los derechos de las mujeres Gulnara Mehdiyeva afirmó que Ulviyya Ali fue golpeada durante varias horas por agentes de seguridad después de su arresto. “Múltiples golpes en la cabeza, dos agentes la jalaron del cabello y una agente le dijo: 'Destruiré tu feminidad', lo que puede considerarse una amenaza de violencia sexual”, informó Mehdiyeva.
Antes de su detención, Ulviyya Ali había dejado una carta en la que advertía de la posibilidad de ser detenida.

Si está leyendo esta carta, significa que fui difamado y arrestado ilegalmente por mis actividades periodísticas. Al igual que mis otros colegas periodistas, no cometí ningún delito: no introduje al país lo que llaman "financiamiento ilegal" ni realicé ninguna otra acción. Tampoco tengo vínculos comerciales con Meydan TV. E incluso si existieran, la cooperación con Meydan TV no constituye un delito. Además, he colaborado con Voice of America durante mucho tiempo.

Todos ustedes saben que el Estado azerbaiyano es intolerante con los medios de comunicación independientes. Como resultado de esta intolerancia, más de 20 periodistas se encuentran actualmente en prisión, y yo soy uno de ellos. En mi labor periodística desde 2016, siempre me he esforzado por mantenerme fiel a la ética profesional y he hecho todo lo posible para visibilizar los problemas de todas las personas que han sufrido injusticias, independientemente de su religión, etnia, afiliación política, género, orientación o condición social. Ahora, al igual que mis compañeros encarcelados, continuaré con esta actividad.
Nuestra voz siempre romperá el silencio ante la voluntad política que busca silenciar a Azerbaiyán. Puede que esta sea la última publicación que escriba en libertad. Pero creo que una voz verdadera no puede ser silenciada.

¡El periodismo no es un delito! ¡Nuestro delito es creer en la justicia!

El 10 de mayo surgieron informes que indicaban que Ulviyya Ali se encontraba en malas condiciones en el centro de detención preventiva. Tras ser sometida a violencia por parte de la policía en el Departamento de Policía de la ciudad de Bakú, durante la cual recibió múltiples golpes en la cabeza, Ali habría vomitado dos veces mientras estaba detenida en el centro de detención temporal del Departamento de Policía del Distrito de Khatai, y una vez en el centro de detención preventiva de Bakú. Se informó que desde 2017, tenía un tumor (adenoma) en la cabeza. Ulviyya Ali presentó una denuncia ante la Fiscalía de la República por la violencia policial. También solicitó un examen médico completo, incluida una resonancia magnética, para determinar si había sufrido lesiones internas que requirieran su traslado a una instalación equipada con el equipo médico y el personal necesarios. Sin embargo, ninguna de sus peticiones se cumplió.
Ulviyya Ali presentó una apelación contra la decisión del 7 de mayo de 2025 del Tribunal de Distrito de Khatai. El 16 de mayo, durante una audiencia en el Tribunal de Apelaciones de Bakú presidida por el juez Elman Ragimov, se denegó la apelación de Ulviyya Ali y se confirmó la medida de prisión preventiva. En el tribunal, Ulviyya Ali hizo hincapié en sus problemas de salud, rechazó todos los cargos contra ella y afirmó que su arresto estaba directamente relacionado con sus actividades periodísticas.

### Reacciones al arresto

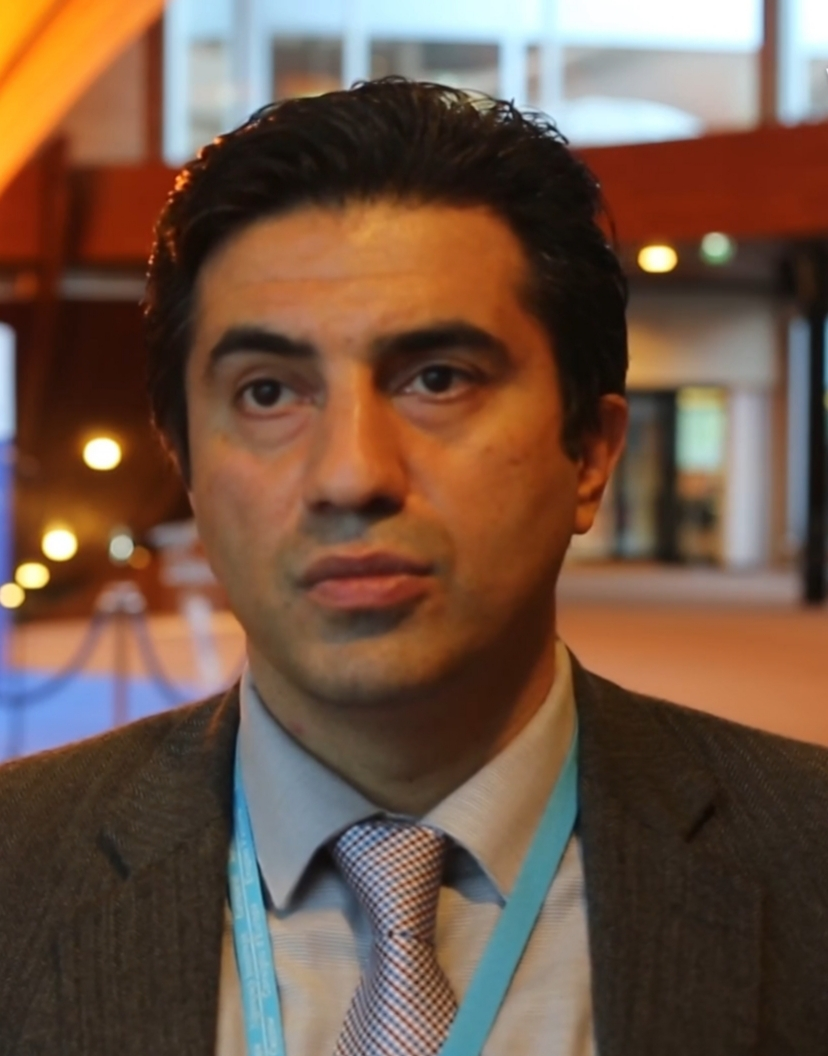
Según el defensor de derechos humanos Emin Huseynov, tras el cierre de la Agencia de Información Turan, Ulviyya Ali se convirtió en la única fuente restante de periodismo independiente en Azerbaiyán.

Varias organizaciones locales e internacionales de derechos humanos condenaron la detención de Ulviyya Ali, calificándola de política, e instaron a las autoridades azerbaiyanas a liberarla inmediatamente.El 8 de mayo, la Federación Internacional de Periodistas (FIP) y la Federación Europea de Periodistas (FEP) emitieron una declaración conjunta condenando su arresto por motivos políticos y pidiendo a las autoridades azerbaiyanas que la liberaran inmediatamente. La Fundación Casa de los Derechos Humanos (HRHF) también condenó enérgicamente la detención y los malos tratos de Ulviyya Ali, expresó su solidaridad y exigió su liberación inmediata e incondicional. El Comité para la Protección de los Periodistas (CPJ) calificó el arresto de Ulviyya Ali como "una medida de las autoridades azerbaiyanas para eliminar cualquier rastro de periodismo independiente", instando a su liberación inmediata y a una pronta investigación sobre las inquietantes acusaciones de abuso policial. El Intercambio Internacional por la Libertad de Expresión (IFEX) se unió a organizaciones locales e internacionales para pedir la liberación inmediata de Ulviyya Ali y todos los demás periodistas encarcelados en Azerbaiyán. IFEX condenó el uso de la violencia física, las campañas de desprestigio y las acusaciones con motivaciones políticas como herramientas de intimidación y represión mediática. El Consejo Europeo de Libertad de Prensa y la ONG Freedom Now expresaron su preocupación por la detención de Ulviyya Ali y el creciente número de periodistas independientes detenidos en Azerbaiyán. La Fundación Internacional de Mujeres Periodistas (IWMF) enfatizó que "informar sobre injusticias no es un delito" y también pidió la liberación de Ulviyya Ali. El 12 de mayo, la organización internacional de derechos humanos Front Line Defenders emitió una declaración en la que exponía cinco demandas a las autoridades azerbaiyanas en relación con Ulviyya Ali:
- Poner en libertad de forma inmediata e incondicional a Ulviyya Ali y garantizar su seguridad física y psicológica;
- Concederle acceso a atención médica independiente;
- Retirar todos los cargos contra el defensor de derechos humanos y periodista;
- Realizar una investigación inmediata, exhaustiva e imparcial sobre las acusaciones de abuso físico en su contra, publicar las conclusiones y exigir a los responsables que rindan cuentas de conformidad con las normas internacionales;
- Garantizar en todas las circunstancias que Ulviyya Ali pueda llevar a cabo su legítima labor en defensa de los derechos humanos en Azerbaiyán.

Según el defensor de los derechos humanos Emin Huseynov, tras la expulsión de AbzasMedia y Toplum TV del país y el cierre de la Agencia de Información Turan, Ulviyya Ali se convirtió en la única fuente restante de periodismo independiente en Azerbaiyán.
Según la periodista Arzu Geybullayeva, Ulviyya Ali fue atacada porque era una de las pocas reporteras que aún trabajaban en el país. El 16 de mayo, el miembro de la Cámara de Representantes de los Estados Unidos, Jamie Raskin, expresó su solidaridad con Ulviyya Ali en su microblog oficial X, expresando su apoyo a todos los periodistas como ella que resisten a los regímenes autoritarios, dictadores, cleptócratas y la censura de los estados policiales.

## Filmografía
Ulviyya Ali es autora de varios cortometrajes.
- En 2019, Ulviyya Ali fue la creadora y líder del proyecto del cortometraje "Yadlar" ("Extraños"), que retrataba la persecución y los arrestos de personas LGBT en Azerbaiyán, específicamente los eventos de 2017.[53]
- En 2021, escribió un cortometraje titulado "Nuestras vidas después de la guerra: Azerbaiyán después de la Segunda Guerra de Karabaj". El cortometraje explora los cambios en la vida de las familias azerbaiyanas tras la Segunda Guerra de Karabaj entre Azerbaiyán y Armenia en 2020, que se cobró la vida de más de siete mil personas.[54]
- En 2022, fue autora del cortometraje "¿Cómo se ven los jóvenes en Azerbaiyán?", que explora las diferentes perspectivas de los jóvenes sobre temas como el patriotismo, los "valores tradicionales", la guerra y la paz.[55]
- Ese mismo año, también fue autora de "Estoy firmando mi éxito", un cortometraje que aborda las barreras que enfrentan las mujeres al ingresar al mercado laboral y enfatiza la importancia de la independencia económica.[56]
- En 2023, escribió el cortometraje "Mercado de esclavos: La historia de un hombre desempleado", que se centra en la experiencia de un hombre desempleado que trabaja en un supuesto "mercado de esclavos". La película destaca el desempleo generalizado y el escaso desarrollo económico regional, desafiando el mito persistente de la capital como una tierra de oportunidades.[57]

## Premios y reconocimientos
En 2021, recibió el premio QueerRadar por su papel activo en la cobertura mediática de eventos relacionados con la comunidad LGBT en Azerbaiyán.